# Turriaco
Turriaco (friuli nyelven: Turiac, szlovénül: Turjak) település Olaszországban, Friuli-Venezia Giulia régióban, Gorizia megyében. Lakosainak száma 2754 fő (2023. január 1.). Turriaco Fiumicello Villa Vicentina, Ruda, San Canzian d'Isonzo és San Pier d'Isonzo községekkel határos.

## Népesség
A település lakossága az elmúlt években az alábbi módon változott:
| Lakosok száma | 2804 | 2832 | 2754 |
|               | 2017 | 2018 | 2023 |